# DJ Tomoaki's Radio Show!
『DJ Tomoaki's Radio Show!』（ディージェイ・トモアキズ・レディオ・ショー）は、2004年から配信されているバラエティ番組。AKB48グループやSTARDUST PLANETなどの旬なアイドルをゲストに迎え、毎週木曜日19:00 - 20:30（JST）までShimokita FM YouTube OFFICIAL CHANNEL、X（旧Twitter）Live、SHOWROOMで生配信並びにFMの周波数88.8MHzで生放送されている。私立恵比寿中学をはじめ、SUPER☆GiRLS、東京女子流、BiS、ぱすぽ☆、さんみゅ〜(β）、アイドリング!!!、夢みるアドレセンスなど数々のグループがラジオメディア初登場を飾り、“アイドルの登竜門”的な番組となっている。大蔵ともあきがメインMCを務める。当初はミニFMである「下北ＦＭ」の看板番組として下北沢駅前広場やファーストキッチン下北沢店のテラス席などでストリートラジオ局として放送を開始した。

## 概要
アイドル、声優、女優、モデルなどをゲストに迎え、大蔵ともあきとトークや様々な企画にチャレンジするバラエティ番組。生電話コーナーや最新曲MVの紹介、ゲストコーナー「Tomoaki's Pop Chat!」では生歌を披露することもある。
メインMCは大蔵ともあき。アシスタントMCやゲストとしてAKB48グループやSTARDUST PLANETなどのアイドルが出演する。
「下北ＦＭ」のYouTube、X（旧Twitter）Live、SHOWROOMで生配信しており、終了後YouTubeにてアーカイブも配信している。
生配信並びに生放送は東京・下北沢にあるSFMホール（エクスプレッサー）から行っている。
東北放送アナウンサーの佐藤朱がAKB48時代に準レギュラーとしてほぼ毎月出演していた番組としても知られる。佐藤はAKB48グループのメンバーの中で最多となる36回出演し、メインMCとして番組の進行とトークの仕切りを担当することもあった。
これまでの主なアシスタントMC並びにゲスト出演者一覧(順不同／敬称略)
渋谷凪咲（NMB48）、渡辺美優紀（NMB48）、市川美織（NMB48）、藤江れいな（NMB48）、佐藤朱（AKB48）、髙橋彩音（AKB48）、小田えりな（AKB48）、行天優莉奈（AKB48）、川原美咲（AKB48）、福留光帆（AKB48）、大盛真歩（AKB48）、山根涼羽（AKB48）、黒須遥香（AKB48）、橋本陽菜（AKB48）、佐藤美波（AKB48）、鈴木くるみ（AKB48）、佐藤綺星（AKB48）、入山杏奈（AKB48）、永尾まりや（AKB48）、大和田南那（AKB48）、西野未姫（AKB48）、石田晴香（AKB48）、片山陽加（AKB48）、浦野一美（AKB48）、近野莉菜（JKT48 AKB48）、工藤理子（STU48）、高雄さやか（STU48）、久留島優果（STU48）、石田みなみ（STU48）、立仙百佳（STU48）、斉藤真木子（SKE48）、荒井優希（SKE48）、熊崎晴香（SKE48）、菅原茉椰（SKE48）、福士奈央（SKE48）、北川愛乃（SKE48）、坂本真凛（SKE48）、仲村和泉（SKE48）、髙畑結希（SKE48）、松本慈子（SKE48）、伊藤実希（SKE48）、鬼頭桃菜（SKE48）、松村香織（SKE48）、加藤るみ（SKE48）、山田野絵（NGT48）、野呂佳代（SDN48）、大堀恵（SDN48）、なちゅ（SDN48）、伊藤万理華（乃木坂46）、樋口日奈（乃木坂46）、中元日芽香（乃木坂46）、川後陽菜（乃木坂46）、大谷映美里（=LOVE）、佐々木舞香（=LOVE）、松本ももな（ラストアイドル）、朝日花奈（ラストアイドル Tokyo Rockets）、古松華（新生ラストアイドル）、西村瑠香（新生ラストアイドル）、MOMO（WHITE SCORPION）、AOI（WHITE SCORPION）、NAVI（WHITE SCORPION）、天城サリー（22/7）、四条月（22/7）、佐々木彩夏（ももいろクローバーZ）、星名美怜（私立恵比寿中学）、橘花怜（いぎなり東北産）、藤谷美海（いぎなり東北産）、希山愛（ばってん少女隊）、茜空（桜エビ〜ず）、伊藤千由李（チームしゃちほこ）、播磨かな（浪江女子発組合）、田中咲帆（浪江女子発組合）、青山菜花（浪江女子発組合）、千浜もあな（浪江女子発組合）、市川優月（AMEFURASSHI）、内藤るな（B.O.L.T）、飯塚瑠乃  （ONE LOVE ONE HEART）、栗田萌（S☆スパイシー）、有沢澪風（スターダストプロモーション声優部）、公野舞華（COMIQ ON!）、山口莉愛（Lucky²）、浅川梨奈（SUPER☆GiRLS）、樋口なづな（SUPER☆GiRLS）、松本愛花（SUPER☆GiRLS）、山邊未夢（東京女子流）、中江友梨（東京女子流）、坂元葉月（わーすた）、横山ルリカ（アイドリング!!!）、菊地亜美（アイドリング!!!）、森田涼花（アイドリング!!!）、関谷真由（アイドリング!!!）、佐藤麗奈（アイドリング!!! マジカル・パンチライン）、沖口優奈（マジカル・パンチライン）、吉澤悠華（マジカル・パンチライン）、飯塚麻結（DIALOGUE+）、木下綾菜（さんみゅ〜）、藤岡みなみ（キャンパスナイターズ）、吉木りさ（キャンパスナイターズ）、黒田有彩（キャンパスナイターズ）、坂本結菜（フジコーズ）、入山七菜（フジコーズ）、久木田帆乃夏（フジコーズ）、上西萌々（フジコーズ）、多田七帆（フジコーズ）、来栖りん（26時のマスカレイド）、三浦菜々子（真っ白なキャンバス）、青葉ひなり（FES☆TIVE）、八木ひなた（FES☆TIVE）、本多しおり（FES☆TIVE）、森詩織（PASSPO☆）、武田紗季（palet）、豊田ルナ（ミスマガジン2019グランプリ Shibu3 project）、篠崎愛（AeLL.）、百川晴香（全力少女R）、田尻あやめ（乙女新党）、富永美杜（Dorothy Little Happy）、小山ひな（神宿）、塩見きら、神﨑風花（sora tob sakana）、南端まいな（アイドルネッサンス）、櫻井優衣（MyDearDarlin' ピンク・ベイビーズ）、立仙愛理（Pimm's）、高見奈央（ベイビーレイズJAPAN）、桜木こと（BABY-CRAYON〜1361〜）、森下舞桜（仮面女子）、陽向こはる（仮面女子）、眠岸ぷりん（NANIMONO）、中川心（あまいものつめあわせ）、ちとせよしの（あまいものつめあわせ）、もえのあずき（エラバレシ）、渚カオリ（純情のアフィリア）、寺坂ユミ（純情のアフィリア）、ユカフィン・ドール（アフィリア・サーガ）、加山三稀（イケてるハーツ）、鶴見萌（虹のコンキスタドール）、星野にぁ（妄想キャリブレーション）、浦えりか（風男塾）、仮屋世来音（風男塾）、プールイ（BiS）、古谷那瑠美（ひめキュンフルーツ缶）、武田雛歩（たけやま3.5）、高木悠未（LinQ）、松下玲緒菜（まねきケチャ）、凪咲楓（まねきケチャ）、大場はるか（ナナランド）、日高里緒（ベンジャス！）、西井万理那（生ハムと焼うどん）、田中れいな（モーニング娘。）、飯窪春菜（モーニング娘。）、市井紗耶香（モーニング娘。）、熊井友理奈（Berryz工房）、須藤茉麻（Berryz工房）、柴田あゆみ（メロン記念日）、新井愛瞳（アップアップガールズ（仮））、鍛治島彩（アップアップガールズ（2））、佐々木ほのか（アップアップガールズ（2））、後藤夕貴（チャオ ベッラ チンクエッティ）、諸塚香奈実（THE ポッシボー）、能登有沙（StylipS）、小倉唯（ゆいかおり）、吉川日菜子（おはガールちゅ!ちゅ!ちゅ!）、平塚日菜（ふわふわ）、かれん（Little Glee Monster）、HARUNA（SCANDAL）、長瀬実夕（ZONE）、大塚愛、相川七瀬、植村花菜、小池美由、長澤茉里奈、足立梨花、小島瑠璃子、田所あずさ（第36回ホリプロタレントスカウトキャラバングランプリ）、優希美青（第37回ホリプロタレントスカウトキャラバングランプリ）、巴奎依（A応P Girl〈s〉ACTRY）、三田寺理紗（Girl〈s〉ACTRY）、唐沢美帆、波瑠、新川優愛、中村静香、吉本実憂（第13回全日本国民的美少女コンテストグランプリ 次世代ユニットX21）、沢口愛華（ミスマガジン2018グランプリ dela）、星名美津紀、谷桃子、川村ゆきえ、有村藍里、穂のか、みひろ、茉奈 佳奈、伊藤つかさ、渡辺美奈代（元おニャン子クラブ）　他多数     
企画構成は平井浩一（通称:ポッター平井）(初代)。高柳進哉（通称:サービスカード高柳）(2代目)。構成アシスタントは鈴木凌太。

## 下北ＦＭ
株式会社下北ＦＭ（しもきた えふえむ）は、「DJ Tomoaki's Radio Show!」などの番組を毎週木曜日18:30から23:00まで配信している新メディア。「シモＦ」（シモエフ）の愛称と「下北沢より世界へ配信するストリート・レディオステーション」のキャッチフレーズを使用している。2004年4月1日に開局。FMラジオの88.8MHzでも下北沢駅周辺エリアで聴取可能である。
現在の主なレギュラー番組
DJ Tomoaki's Radio Show!（毎週木曜19:00 - 20:30）
レプラジ☆放送中（毎月第1＆第3木曜21:00 - 21:20）
トーキンインバスルーム（毎月第2＆第4木曜22:40 - 23:00）
ちゃこっとRadio.（毎月第1＆第3木曜22:00 - 22:20）
私を推して♥（毎月第2木曜22:20 - 22:40、中野りさ）
vVibe!チャンス!!（毎週木曜20:40 - 21:00）
飛び出せ！宝石娘学園（毎週木曜21:40 - 22:00）
ドルビュー presented by アイドルメディアMAITSU（毎月第2木曜22:00 - 22:20）
過去の主なレギュラー番組
エビ中課外授業inシモキタ （私立恵比寿中学（スターダストプロモーション））
GO!5!SUPER☆GiRLS（SUPER☆GiRLS（エイベックス・マネジメント））
iDOL Streetの“ストリート★ジャック！"（Cheeky Parade（エイベックス・マネジメント））
☆サヤカのソング・フォー・ザ・ドリーム☆（山本サヤカ（エイベックス・マネジメント））
BiSのアイ研!!（BiS（つばさレコーズ））
夢みるアドレセンスの「いつやるの?今でしょ!」（夢みるアドレセンス（タンバリンアーティスツ））
1•2•さんみゅ〜!!!（さんみゅ～(β)（サンミュージックプロダクション））
夜空にユメノカケラ（ユメノカケラ（Showtitle））
cyawa stage（キャワステ）〜アイドルDJへの道〜（三上枝織）
小桃音まいの推し！まいにゃ♪（小桃音まい）
立仙to me！（立仙愛理）
Mesia劇場（毎週木曜20:40 - 21:00）
くれラジ（長久玲奈）
2022年10⽉からテレ⽟「クイーン オブ アイドル's」（毎週⽔曜25:30 - ）番組内で⾳楽コーナー 「下北ＦＭミュージック」を放送している。
過去の主催・共催イベント
・下北ＦＭ出張公開放送【DJ Tomoki's Radio Show! in Hamamatsu】（2010年4⽉11⽇、浜松市・YOUNG&ADULT）
メインMC：⼤蔵ともあき　アシスタントMC：佐藤由加理（AKB48）＆河村唯（アイドリング!!!）
出演：ぱすぽ☆ 他
・下北ＦＭアイドル祭り（2010年9⽉18⽇、⻄新宿・東放学園STUDIO Dee）
メインMC：⼤蔵ともあき　アシスタントMC：⽶沢瑠美（AKB48）
出演：私⽴恵⽐寿中学、ゆいかおり、ぱすぽ☆、能登有沙、⼩桃⾳まい 他
・下北ＦＭアイドル祭り Vol.2 ～年忘れ2010　でも大蔵のこと忘れないでね♪～（2010年12月28日、下北沢・ライブホールGARDEN）
メインMC:大蔵ともあき　アシスタントMC:栞菜/小泉瑠美/高城樹衣
出演：SUPER☆GiRLS/東京女子流/ぱすぽ☆/みにちあベアーズ/小桃音まい/アイドルカレッジ　and more…
・下北ＦＭアイドル祭り Vol.3 ～アイヲタ夏の陣！大蔵の乱～（2011年7月22日、下北沢・ライブホールGARDEN）
メインMC：大蔵ともあき　アシスタントMC：時東ぁみ
出演：東京女子流/ぱすぽ☆/momo/Dorothy Little Happy/Tokyo Cheer×2 Party　and more…
・下北ＦＭアイドル見本市Vol.5（2012年12⽉17⽇、⻄新宿・東放学園STUDIO Dee）
MC：⼤蔵ともあき
出演：ベイビーレイズ、さんみゅ〜(β）、w-Street OSAKA、Tokyo Cheer2 Party 他
・「DJ Tomoaki's Radio Show!」 Presents 下北ＦＭアイドル祭り Vol.1（2018年5月19日、渋谷・Harlem）
メインMC：大蔵ともあき
出演：わーすた、Task have Fun、桜エビ～ず、CROWN POP　and more…
http://shimokitafm.com/idolfes/
他多数

## 大蔵ともあき
大蔵ともあき（おおくら ともあき、Tomoaki Okura）は株式会社下北ＦＭの代表取締役で、「DJ Tomoaki's Radio Show!」のメインMC（DJ）。
中学時代にハガキ職人としてデビュー。高校に入学と同時に地元・愛知のCBCラジオ、中京テレビなどでアシスタントディレクター (AD)兼音響PAとして修業を積む。大学卒業後、東京アナウンスアカデミーに通いながら、アール・エフ・ラジオ日本で競馬・競艇番組のアナウンス担当及びニッポン放送での制作アシスタントを経て、西日本放送(RNC)にアナウンサーとして勤務。その後、アメリカ・ロサンゼルスでの日本語ラジオ放送にパーソナリティ並びにサウンドエンジニアとして在籍した。帰国後、フリーランスに転身。専門学校東京アナウンス学院にて非常勤講師を勤める傍ら、2004年に日本で唯一のストリートラジオ局「下北ＦＭ」という新メディアを設立。開局から「DJ Tomoaki's Radio Show!」のメインMCを務めている。今年で20周年を迎える。慶應義塾大学大学院に在籍中。2022年10月、テレ玉「下北ＦＭミュージック」にナビゲーターとしてレギュラー出演を開始した。
【出演実績】
| [ラジオ]   | ・下北ＦＭ『DJ Tomoak s Radio Show !』メインMC（2004年4月～） ・アール・エフ・ラジオ日本「公営競技情報」キャスター ・西日本放送ラジオ「四国新聞ニュース」アナウンサー ・MUSIC BIRD「大蔵ともあきの午後の楽天地」メインパーソナリティ（2003年10月9日～） ・NACK5「i-BAN!!」ゲスト出演（2014年6月8日）                                                                                           |
| [TV]       | ・西日本放送テレビ「RNCニュース」アナウンサー ・東海テレビ「xMusic『SPYAIRスクール』」コーナーゲスト出演（2012年5月1日、5月8日） ・テレビ東京「ゴッドタン」ゲスト出演（2014年3月16日） ・NHK WORLD「J-MELO『DJ's Choice』」コメント出演（2018年8月11日） ・テレ玉『下北ＦＭミュージック』ナビゲーター（2022年10月～） ・フジテレビ「オールナイトフジコ」フジコネシートに出演（2024年02月16日） |
| [TVドラマ] | ・TOKYO MX『侵略!ガルパンダZ』（2016年6月13日） - TV局プロデューサー 役 |
| [映画]     | ・地球防衛ガールズP9（2011年、河崎実監督）- レポーター 役 ・かにゴールキーパー（2006年、河崎実監督） - 実況アナウンサー 役 ・兜王ビートル（2005年、河崎実監督） - ニュースキャスター 役 |
| [雑誌]     | ・BOMB（2012年1月号、「アイドル好きによる、僕たちのレコード大賞」） ・CD＆DLでーた（2014年6月号、「ラジオを読む～2014年における「ラジオの姿とは？」」） ・東洋経済オンライン（2015/01/24、「発信力に行政も注目｢ご当地アイドル｣奔（はし）る」） |
| [イベント] | ・ももいろクローバー『未来へススメ！ＣＤ購入者限定イベント』 司会(2010.01.10) ・腐男塾スペシャルイベント in 新宿コパボウル 司会(2011.07.10) ・乃木坂46『第一回お見立て会』＠Zepp TOKYO 司会(2011.10.24) ・乃木坂46『第一回お見立て会』＠新木場STUDIO COAST 司会(2011.10.23) ・日本テレビ『汐博2012』汐留グラビア甲子園2012 決勝戦 審査員（2012年8月25日）                                      |